# Amaral Ferrador
Amaral Ferrador är en kommun i Brasilien.   Den ligger i delstaten Rio Grande do Sul, i den södra delen av landet, 1 700 km söder om huvudstaden Brasília. Antalet invånare är 6 355. Arean är 506 kvadratkilometer.
Terrängen i Amaral Ferrador är kuperad norrut, men söderut är den platt.
Omgivningarna runt Amaral Ferrador är huvudsakligen savann. Runt Amaral Ferrador är det glesbefolkat, med 10 invånare per kvadratkilometer.